# 伊芬·岩柏度
伊芬·昆美·哥林·韋文·岩柏度（英語：Ethan Kwame Colm Raymond Ampadu，2000年9月14日—）是一名威爾斯職業足球員，司職防守中場或中堅，現時效力英冠球會列斯聯，並代表威爾斯參加國際比賽。

## 球會生涯

### 雅息特
岩柏度出生於英格蘭郡，並在2008年加入當地球會雅息特的青訓學院。他在年僅14歲時便開始為球會的U18梯隊上陣。
2016年8月9日，岩柏度在主場對陣賓福特的首圈聯賽盃賽事中上演職業生涯地標戰，並以15年10个月又26天之齡成為球會史上最年輕的球員，打破了塵封87年的紀錄。正選上陣的岩柏度踢足全場90分鐘及加時30分鐘的比賽，協助球隊以1–0越級擊敗來自英冠的對手，並在賽後獲選為比賽最佳球員。他在一週後對陣卡維尼的1–0主場敗仗中首次為球會在聯賽中上陣。
岩柏度在2017年拒絕了雅息特提出的續約條款，使他將在2017年以自由身離隊。

### 車路士
2017年7月1日，英超球會車路士宣布球會與岩柏度簽約。由於岩柏度未滿24歲，且雅息特曾向他提出續約，因此車路士需與雅息特談判青年球員轉會賠償金，但雅息特的主席在2017年11月表示兩支球隊在球員價值上有很大分歧，因此賠償金額將交由體育法庭裁決。
2017年9月28日，岩柏度在對陣諾定咸森林的聯賽盃比賽中首次為球會上陣，他在比賽第55分鐘後備入替薩斯克·法比加斯，協助球隊以5–1大勝晉級。岩柏度成為首位為車路士一隊上陣的2000年代出生的球員，他亦同時以17歲又6天之齡成為車路士近10年來最年輕的球員。
2018年9月，車路士宣布與岩柏度續約五年。
外借RB萊比錫
2019年7月，新上任的車路士領隊法蘭克·林柏特表示岩柏度將在此賽季被外借離隊。同月22日，車路士宣布他被外借到德甲球會RB萊比錫，為期一季。同年10月30日，在外借加盟球隊三個月後，岩柏度首次獲得上陣機會，在對陣禾夫斯堡的德國盃比賽中後備上陣，協助球隊以6–1大勝。
儘管岩柏度上陣機會寥寥，但基於外借合約的條款，車路士不能夠在一月轉會窗提早終止外借，而RB萊比錫主席亦表示不願讓岩柏度提早返回母會。岩柏度最終在各項比賽共為RB萊比錫上陣七次。
外借錫菲聯
2020年9月7日，英超球會錫菲聯宣布外借簽入岩柏度至季尾。十天後，他在對陣般尼的聯賽盃比賽中上演地標戰，錫菲聯最終在十二碼階段不敵對手而出局。
岩柏度在各項賽事共為球隊上陣29次，包括在英超上陣25次。錫菲聯在2021年4月提早確認來季將降班。
外借威尼斯
2021年8月31日，車路士宣布與岩柏度續約至2024年夏天，他隨即被外借到意甲升班馬威尼斯。同年9月28日，他在對陣拖連奴的1–1意甲和局中首次為球隊上陣。威尼斯最終在意甲排名墊底，在來季降班回到意乙。
外借史柏斯亞
2022年9月1日，岩柏度外借加盟意甲球會史柏斯亞，為期一季。同月10日，他在對陣拿玻里的意甲比賽中上演地標戰，球隊最終以1–0不敵對手。
史柏斯亞在意甲中僅以第十七名結束賽季，因此需在2023年6月11日的護級附加賽中對陣聯賽排名第十八位的維羅納。史柏斯亞在比賽第5分鐘首先落後，儘管岩柏度在十分鐘後射入職業生涯首個入球，協助球隊扳平，但他亦未能阻止史柏斯亞最終以1–3落敗後降班至意乙。

### 列斯聯
2023年7月19日，英冠球會列斯聯宣布簽入岩柏度，合約為期四年，轉會費據報為700萬英鎊，另加球員表現獎金。
2023年8月6日，岩柏度在對陣卡迪夫城的2-2和局中上演地標戰。2024年1月7日，他在作客彼德堡的第三圈足總盃賽事中梅開二度，是他加盟球會後的首兩個入球。

## 國際賽生涯
母親為威爾斯人的岩柏度現時代表威爾斯參加國際比賽，他曾合資格代表英格蘭，愛爾蘭及加納的國家隊。
2017年5月26日，年僅16歲的岩柏度首次入選威爾斯的國家隊陣容，但他並未在對陣塞爾維亞的世界盃外圍賽中上陣。他在同年11月1日再次被威爾斯徵召，並於同月10日對陣法國的友誼賽中上演國家隊地標戰，他在比賽第63分鐘後備入替。
2021年5月，岩柏度入選威爾斯的2020年歐洲足球錦標賽決選名單。同年6月2日，他在對陣意大利的小組賽賽事中，因在比賽第55分鐘對粗野攔截而被出示紅牌被逐，成為歐洲國家盃史上最年輕被直紅驅逐的球員。
2022年11月，岩柏度入選威爾斯的2022年世界盃決選名單。

## 個人生活
岩柏度的父親為曾效力阿仙奴、西布朗、史雲斯等英格蘭球會的前職業足球員昆美·岩柏度。

## 生涯統計

### 球會
最後更新：2024年1月20日
| 效力球會           | 球季     | 聯賽     | 聯賽 | 聯賽 | 國家盃賽 | 國家盃賽 | 聯賽盃賽 | 聯賽盃賽 | 歐洲賽 | 歐洲賽 | 其他 | 其他 | 總計 | 總計 |
| 效力球會           | 球季     | 聯賽     | 上陣 | 入球 | 上陣     | 入球     | 上陣     | 入球     | 上陣   | 入球   | 上陣 | 入球 | 上陣 | 入球 |
| ------------------ | -------- | -------- | ---- | ---- | -------- | -------- | -------- | -------- | ------ | ------ | ---- | ---- | ---- | ---- |
| 雅息特             | 2016–17  | 英乙     | 8    | 0    | 1        | 0        | 2        | 0        | —      | —      | 2    | 0    | 13   | 0    |
| 車路士             | 2017–18  | 英超     | 1    | 0    | 3        | 0        | 3        | 0        | 0      | 0      | 0    | 0    | 7    | 0    |
| 車路士             | 2018–19  | 英超     | 0    | 0    | 2        | 0        | 0        | 0        | 3      | 0      | 0    | 0    | 5    | 0    |
| 車路士             | 總計     | 總計     | 1    | 0    | 5        | 0        | 3        | 0        | 3      | 0      | 0    | 0    | 12   | 0    |
| 車路士U23          | 2017–18  | —        | —    | —    | —        | —        | —        | —        | —      | —      | 5    | 0    | 5    | 0    |
| RB萊比錫（外借）   | 2019–20  | 德甲     | 3    | 0    | 1        | 0        | —        | —        | 3      | 0      | —    | —    | 7    | 0    |
| 谢菲尔德联（外借） | 2020–21  | 英超     | 25   | 0    | 3        | 0        | 1        | 0        | —      | —      | —    | —    | 29   | 0    |
| 威尼斯（外借）     | 2021–22  | 意甲     | 29   | 0    | 1        | 0        | —        | —        | —      | —      | —    | —    | 30   | 0    |
| 斯佩齊亞（外借）   | 2022–23  | 意甲     | 31   | 0    | 2        | 0        | —        | —        | —      | —      | 1    | 1    | 34   | 1    |
| 列斯聯             | 2023–24  | 英冠     | 27   | 0    | 1        | 2        | 2        | 0        | —      | —      | —    | —    | 30   | 2    |
| 生涯總計           | 生涯總計 | 生涯總計 | 124  | 0    | 14       | 2        | 8        | 0        | 6      | 0      | 8    | 1    | 160  | 3    |

1. 1 2  於英格蘭足球聯賽錦標賽賽事上陣。
2. ↑  於歐霸盃賽事上陣。
3. ↑  於歐聯賽事上陣。
4. ↑  於意甲護級附加賽上陣。

### 國家隊
最後更新：2023年10月13日
| 代表國家隊 | 年份 | 上陣 | 入球 |
| ---------- | ---- | ---- | ---- |
| 威爾斯     | 2017 | 2    | 0    |
| 威爾斯     | 2018 | 4    | 0    |
| 威爾斯     | 2019 | 7    | 0    |
| 威爾斯     | 2020 | 7    | 0    |
| 威爾斯     | 2021 | 11   | 0    |
| 威爾斯     | 2022 | 9    | 0    |
| 威爾斯     | 2023 | 6    | 0    |
| 總計       | 總計 | 46   | 0    |

## 榮譽

### 球會
車路士
- 英格蘭足總盃：2017–18（英语：2017–18_FA_Cup）[43]
- 歐洲足協歐霸盃：2018–19[44]

### 個人
- 威爾斯年度最佳年輕球員：2016[45]

## 外部連結
- 足球数据库：伊芬·岩柏度的球员统计数据
- 伊芬·岩柏度－UEFA國際賽競賽紀錄
- 伊芬·岩柏度 – FIFA國際賽競賽紀錄 (存檔)